# Werner Müller (Wirtschaftswissenschaftler)
Werner Müller (* 1960 in Zeven) ist ein deutscher Wirtschaftswissenschaftler und ehemaliger Hochschullehrer. Seine Forschungsgebiete waren Internationale Rechnungslegung, Unternehmensplanung im Mittelstand und Internationale Steuerfragen.
Müller machte eine Ausbildung zum Industriekaufmann, studierte Betriebswirtschaftslehre in Hamburg, machte eine Fortbildung zum geprüften Bilanzbuchhalter und promovierte  zum Doktor der Wirtschaftswissenschaften in Stettin. Er war später Financial Manager in der deutschen Gruppe des dänischen Konzerns Det Forenede Dampskibs-Selskab und erhielt 1997 eine Professur an der Hochschule Mainz.

## Querdenker-Protagonist
Müller trat als Redner auf sogenannten Querdenker-Demonstrationen auf. Er gründete zusammen mit Bodo Schiffmann, Sucharit Bhakdi, Stefan Homburg und anderen den Verein Mediziner und Wissenschaftler für Gesundheit, Freiheit und Demokratie (MWGFD) und vertrat diesen im Oktober 2020 in der Enquete-Kommission „Corona-Pandemie“ des Landtags von Rheinland-Pfalz. Ende August 2021 erkrankte Müller selbst an COVID-19 und wurde mit einem schwereren Verlauf ins Klinikum Darmstadt eingeliefert. Ein Team von Spiegel-TV interviewte ihn dort auf der Covid-19-Isolierstation. Auf die Frage: „Was sagen Sie denen, die noch immer gegen die Maßnahmen protestierten?“ antwortete Müller: „Macht weiter!“

## Schriften
- Internationales Rechnungswesen : Aufstellung und Auswertung des Jahresabschlusses nach EU-Richtlinien, IAS und US-GAAP. Oldenbourg Verlag, München, Wien 2001, ISBN 978-3-486-25679-6.
- Integrierte Erfolgs- und Finanzplanung : ein Leitfaden für die Unternehmensplanung im Mittelstand. 2. Auflage. Shaker Verlag, Aachen 2004, ISBN 978-3-8322-0653-6.
- Der Konzernabschluss nach IFRS. 2. Auflage. Shaker Verlag, Aachen 2005, ISBN 978-3-8322-3180-4.
- Investitionsrechnung, Finanzplanung, Finanzinstrumente. Books on Demand, Norderstedt 2011, ISBN 978-3-8423-3660-5.